# Canada Cup 1996
La Canada Cup de 1996 fue la segunda edición del torneo femenino de rugby.

## Equipos participantes
- Selección femenina de rugby de Canadá
- Selección femenina de rugby de Estados Unidos
- Selección femenina de rugby de Francia
- Selección femenina de rugby de Nueva Zelanda

## Posiciones
| Pos. | Equipo         | Encuentros | Encuentros | Encuentros | Encuentros | Tantos  | Tantos    | Tantos     | Puntos Totales |
| Pos. | Equipo         | jugados    | ganados    | empatados  | perdidos   | a favor | en contra | diferencia | Puntos Totales |
| ---- | -------------- | ---------- | ---------- | ---------- | ---------- | ------- | --------- | ---------- | -------------- |
| 1    | Nueva Zelanda  | 3          | 3          | 0          | 0          | 283     | 11        | + 272      | 6              |
| 2    | Estados Unidos | 3          | 2          | 0          | 1          | 69      | 116       | - 47       | 4              |
| 3    | Canadá         | 3          | 1          | 0          | 2          | 51      | 113       | - 62       | 2              |
| 4    | Francia        | 3          | 0          | 0          | 3          | 19      | 182       | - 163      | 0              |

## Resultados
| 8 de septiembre | Canadá | 3 - 88 | Nueva Zelanda |  |  |

| 8 de septiembre | Estados Unidos | 39 - 16 | Francia |  |  |

| 11 de septiembre | Canadá | 34 - 3 | Francia |  |  |

| 11 de septiembre | Nueva Zelanda | 88 - 8 | Estados Unidos |  |  |

| 14 de septiembre | Canadá | 14 - 22 | Estados Unidos |  |  |

| 14 de septiembre | Francia | 0 - 109 | Nueva Zelanda |  |  |

| Bandera de Nueva Zelanda |
| Campeón Nueva Zelanda    |